# Guus Offerhaus
Guus Offerhaus (3 januari 2001) is een Nederlandse voetballer die bij voorkeur als centrale verdediger speelt. Hij verruilde Quick Boys in de zomer van 2024 voor Telstar.

## Clubcarrière

### Koninklijke HFC
Offerhaus begon met voetballen in de jeugd van VV MOC, HVV Hollandia, sc Heerenveen en FC Emmen. In het seizoen 2022/23 ging hij spelen voor de Koninklijke HFC, dat uitkwam in de Tweede divisie. Hij maakte op 20 augustus tegen Spakenburg zijn debuut voor HFC. Daar speelde hij dat seizoen alle wedstrijden en eindigde hij zevende met HFC. 

### Quick Boys
Op 1 juli 2023 verruilde hij Koninklijke HFC voor Quick Boys, dat eveneens in de Tweede divisie uitkwam en het seizoen ervoor zesde was geworden met één punt meer dan HFC.  Tegen De Treffers maakte Offerhaus op 19 augustus zijn debuut voor Quick Boys. Op 6 april 2024 maakte hij tegen Jong Almere City zijn eerste doelpunt. Met Quick Boys eindigde Offerhaus dat seizoen derde en opnieuw miste Offerhaus geen wedstrijd. Hij speelde ook 120 minuten in de achtste finale van de KNVB Beker tegen Eredivisionist AZ, dat 3-3 speelde tegen de amateurs en dus penalty's moest nemen. Daarin verloor Quick Boys uiteindelijk met 4-2.  

### Telstar
Op 21 mei 2024 tekende hij, ondanks zijn contractverlening bij Quick Boys, zijn eerste profcontract bij Telstar. Op 9 augustus 2024, in de uitwedstrijd tegen Vitesse, maakte Offerhaus zijn debuut voor Telstar en dus in het profvoetbal. Hij begon in de basis en deed gehele de wedstrijd mee en gaf twee assists in deze wedstrijd. Telstar won de wedstrijd met 2-3. Hij was meteen basisspeler in het elftal van Anthony Correia. In de laatste competitiewedstrijd tegen FC Emmen stond deelname aan de play-offs om promotie op het spel. De winnaar van het duel zou meedoen aan de play-offs. Dat werd Telstar, dat met 3-0 won, mede door de eerste goal in profverband voor Offerhaus.
Ook speelde Offerhaus alle wedstrijden in de play-offs om promotie, die uiteindelijk werden gewonnen met een gelijkspel en winst op Willem II, waardoor Telstar naar de Eredivisie promoveerde. Het was voor het eerst in 47 jaar dat Telstar weer Eredivisie-voetbal zou gaan spelen.

## Statistieken
| Seizoen | Club            | Competitie     | Competitie | Competitie | Beker | Beker | Overig | Overig | Totaal | Totaal |
| Seizoen | Club            | Competitie     | Wed.       | Dlp.       | Wed.  | Dlp.  | Wed.   | Dlp.   | Wed.   | Dlp.   |
| ------- | --------------- | -------------- | ---------- | ---------- | ----- | ----- | ------ | ------ | ------ | ------ |
| 2022/23 | Koninklijke HFC | Tweede divisie | 34         | 0          | 1     | 0     | 0      | 0      | 35     | 0      |
| 2023/24 | Quick Boys      | Tweede divisie | 34         | 1          | 4     | 0     | 0      | 0      | 38     | 1      |
| 2024/25 | Telstar         | Eerste divisie | 36         | 1          | 2     | 0     | 6      | 0      | 44     | 1      |
| Totaal  | Totaal          | Totaal         | 104        | 2          | 7     | 0     | 6      | 0      | 117    | 2      |

Bijgewerkt op 2 juni 2025.